# Smak czekolady
Smak czekolady – polski czarno-biały film krótkometrażowy z 1982 roku. Film jest ekranizacją opowiadania Niedziela Marka Nowakowskigo.

## Treść
Akcja toczy się w okupowanej Polsce w czasie II wojny światowej. Do kamienicy, w której mieszka dwunastoletni Filip, wprowadza się Ewa. Ponieważ spotyka się z Niemcami, mieszkańcy kamienicy od niej stronią. Filip na polecenie "Cygana", który śledzi Ewę, zaczyna ją odwiedzać i zdawać "Cyganowi" relacje z tych wizyt. Wkrótce między nim, a dziewczyną rodzi się przyjaźń.

## Obsada[1]
- Czesław Nogacki – "Cygan"
- Hanna Mikuć – Ewa
- Piotr Jachowicz – Filip
- Ewa Maria Hesse
- Ryszard Dreger – rikszarz
- Zbigniew Buczkowski - kombinator
- Włodzimierz Stępiński – wuj Filipa
- Piotr Kiełbasiński
- Paweł Unrug – żandarm uderzający "Cygana"
- Józef Grzeszczak
- Andrzej Downarowicz
- Kazimierz Jaworski
- Mariusz Jankiewicz